# Szumó

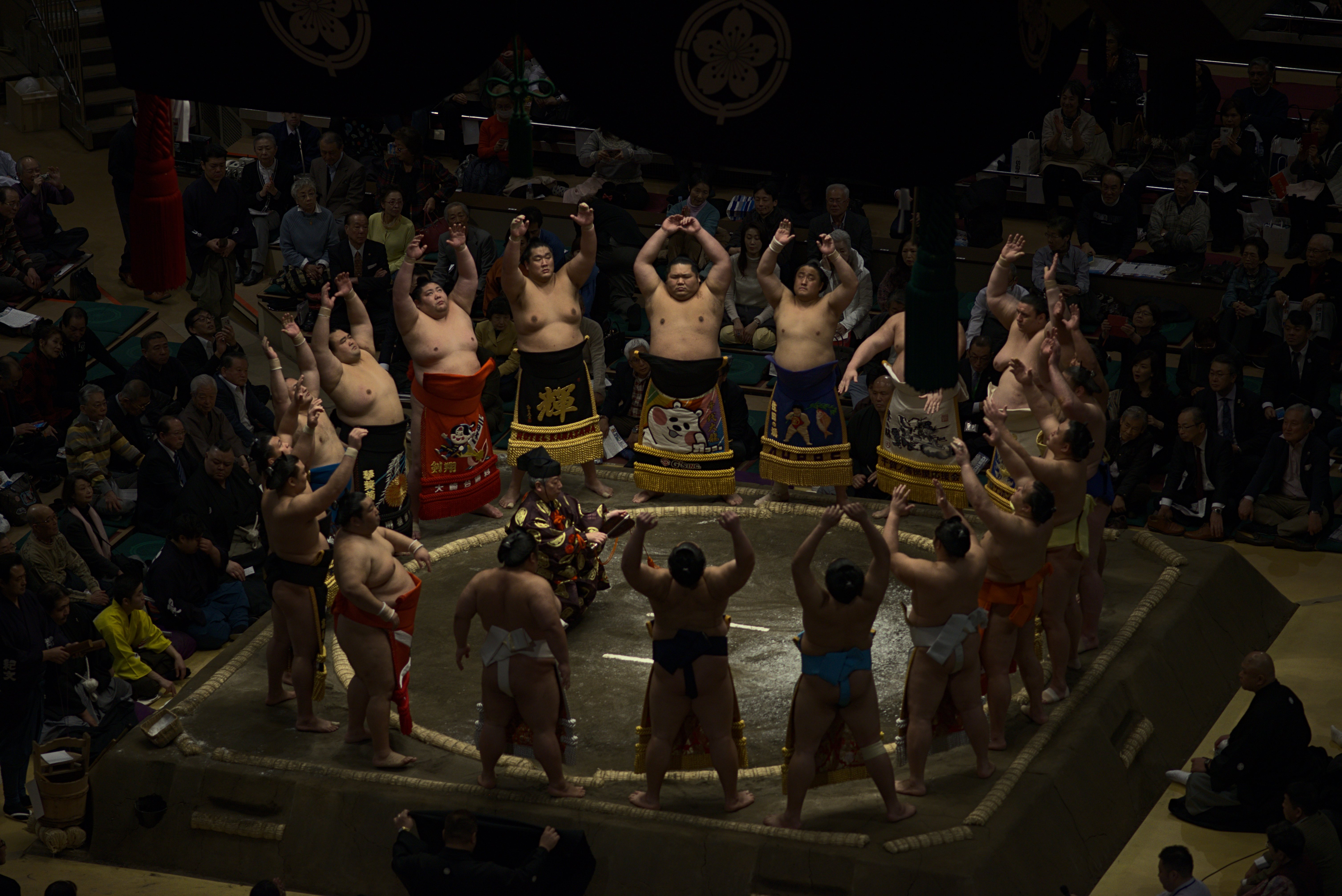
Szertartás egy tokiói szumócsarnokban (2020)

A szumó (相撲) japán eredetű küzdősport. Kevés közös vonása van a hagyományos birkózással, eredete és a használt technikák alapján talán a cselgáncshoz áll legközelebb. A küzdelmek során két rikisi csap össze egy kör alakú küzdőtéren (dohjó).
A japánok harcművészetnek és nemzeti sportjuknak tekintik, és úgy tartják, hogy a szamurájok hagyományai a szumóban élnek tovább. Nem meglepő, hogy mind a mai napig nagyon sok szertartás és rituálé kapcsolódik hozzá, mint például a küzdelmek előtti sószórás, amely a sintó vallásban a megtisztulás jelképe vagy a rituális tánc, amelynek során a birkózó egy kamival küzd.
Harcművészetekben szokatlan módon a versenyzőknek minden versenyen meg kell küzdeniük elért rangjukért, és egy negatív eredménnyel (make-kosival) záródó torna a kivívott pozíció elvesztését vonja maga után. Ezért a versenyzők egész pályafutásuk alatt nagy stressznek vannak kitéve, ami a nagy súly okozta betegségekkel együtt magyarázza viszonylag alacsony átlagéletkorukat. Az automatikus visszasorolás csak a két legmagasabb rang, az ózeki és a jokozuna esetén nem történik meg.

## A szumó története

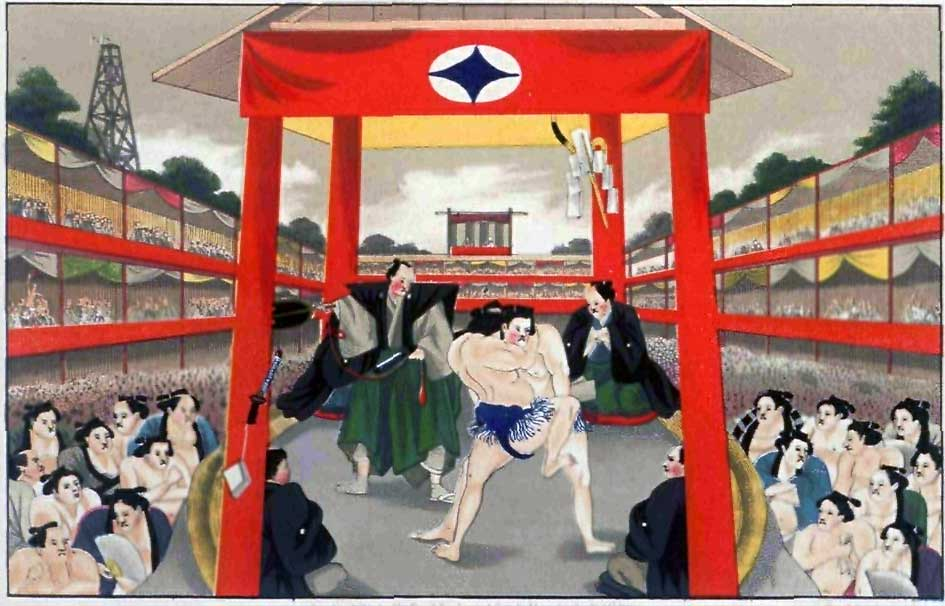
Szumóbirkózás az edói (tokiói) Nagy Amfiteátrumban (egy 1867-ben megjelent kiadványból)

A legtöbb küzdősporthoz hasonlóan a szumó eredete is az írott történelem kezdete előtti időkbe vezethető vissza. Egy japán legenda szerint a japán nép fennmaradását is egy szumómeccsnek köszönheti, mely során Takemikadzucsi viharisten legyőzte a rivális törzs vezetőjét. Eredetileg valószínűleg termékenységi szertartások része volt és az istenek szórakoztatását, jószándékuk elnyerését szolgálta. Annyi bizonyos, hogy már a legkorábbi, a 8. századból fennmaradt japán nyelvű szövegekben is említik szumai néven, ekkoriban vezették be a császári szertartások közé. Ez az ősi sport még nagyon távol állt a mai kifinomult, ceremoniális szumótól, kevés szabálya volt és a küzdelem gyakran halálos kimenetelű volt.
Az 1192-ben kezdődő Kamakura-korban katonai diktatúra vette át az irányítást Japán felett, amely a szumót a harcosok képzésének részeként kezelte (később a szamurájok ebből fejlesztették ki a dzsúdzsucut). A 16. század végére a szumó mindinkább a nép szórakoztatására szolgált és egyre népszerűbbé vált. A Tokugava-sógunátus idején alakult ki a kör alakú küzdőtér (korábban nem korlátozták a rendelkezésre álló területet) és a jelentős díjak, illetve a társadalmi felemelkedés lehetősége miatt egyre többen vettek részt a versenyeken. A hivatásos versenyzők csoportokat alakítottak, felkészülésüket elősegítendő. Ők főként gazdátlan szamurájok (róninok) voltak. Amelyikük megnyerte valamelyik földesúrt patrónusnak, annak hosszú távon biztosított volt a megélhetése. A ranglistákon rendszerint nem is a rikisik születési helyét, hanem uruk nevét tüntették fel.
A modern szumó legtöbb jellegzetessége ebben az időszakban alakult ki, és a 18. század végétől rendszeresen évi két hivatalos basót (tornát) rendeztek. 1761-től a sportág professzionális változatát a „népi”, majd amatőr szumótól való elkülönítés végett ózumó névvel illették. A Meidzsi-restauráció idején a szumó mint a régi, elvetendő korszak egyik jelképe elvesztette támogatóit, majdnem betiltották. A birkózói klubok átalakultak, a versenyzők megélhetés nélkül maradtak. Nagy átalakítások kezdődtek, számos szabályt újraírtak, 1873-tól nők számára is engedélyezték a tornák látogatását. Végül 1885-ben a császár ismét megtekintett egy bemutatótornát, ezzel hivatalosan is elismerte a sportág létjogosultságát és biztosította támogatásáról.

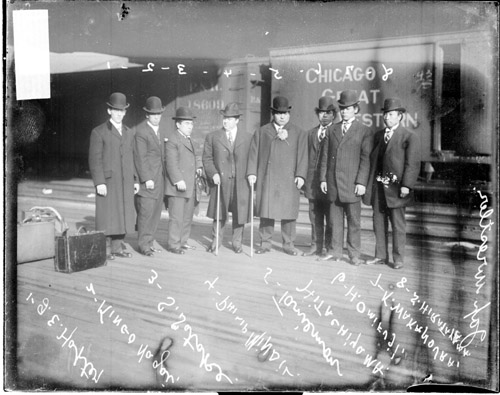
Japán szumóversenyzők a chicagói vasútállomáson 1907-ben

A 20. századtól kezdődően a sport népszerűsítésére számos külföldi utat szerveztek, az 1907-ben az Amerikai Egyesült Államokba látogató delegációt Theodore Roosevelt elnök is fogadta. A szumó lendületét a második világháború megtörte, 5 évig nem rendeztek hivatalos tornákat. 1947 után a szabályrendszert, ismét komoly átalakítások útján, valamivel demokratikusabbá tették. 1949-ben 10-ről 15-re nőtt a tornánkénti mérkőzések száma és 1957-ig hatra emelték a honbasók számát.
1953-ban kezdődött a meccsek televíziós közvetítése, amely azon túl, hogy egyre többek számára tette lehetővé a tornák követését, a népszerűségét is megnövelte.
Bár nem japán származású rikisik már régen feltűntek a szumóban, ők főként a Japánnal hagyományosan szoros kulturális kapcsolatban álló országokból jöttek, mint Kína, Dél-Korea vagy Tajvan. Az első nem ázsiai versenyző a hawaii Jesse Kuhaulua volt, aki 1964-ben lépett először a dohjóba Takamijama néven. Az első nem japán származású birkózó, aki elérte az ódzumó legmagasabb rangját, a szintén hawaii származású Akebono Taró lett, akit 1993-ban avattak jokodzunává.
Az első európai, aki elérte az ózeki rangot, a bolgár Kalojan Mahljanov (Kotoósú Kacunori) lett 2005-ben. Mahljanov 2008-ban megnyerte a rangos Császár-kupát is.

## A szumó szabályai

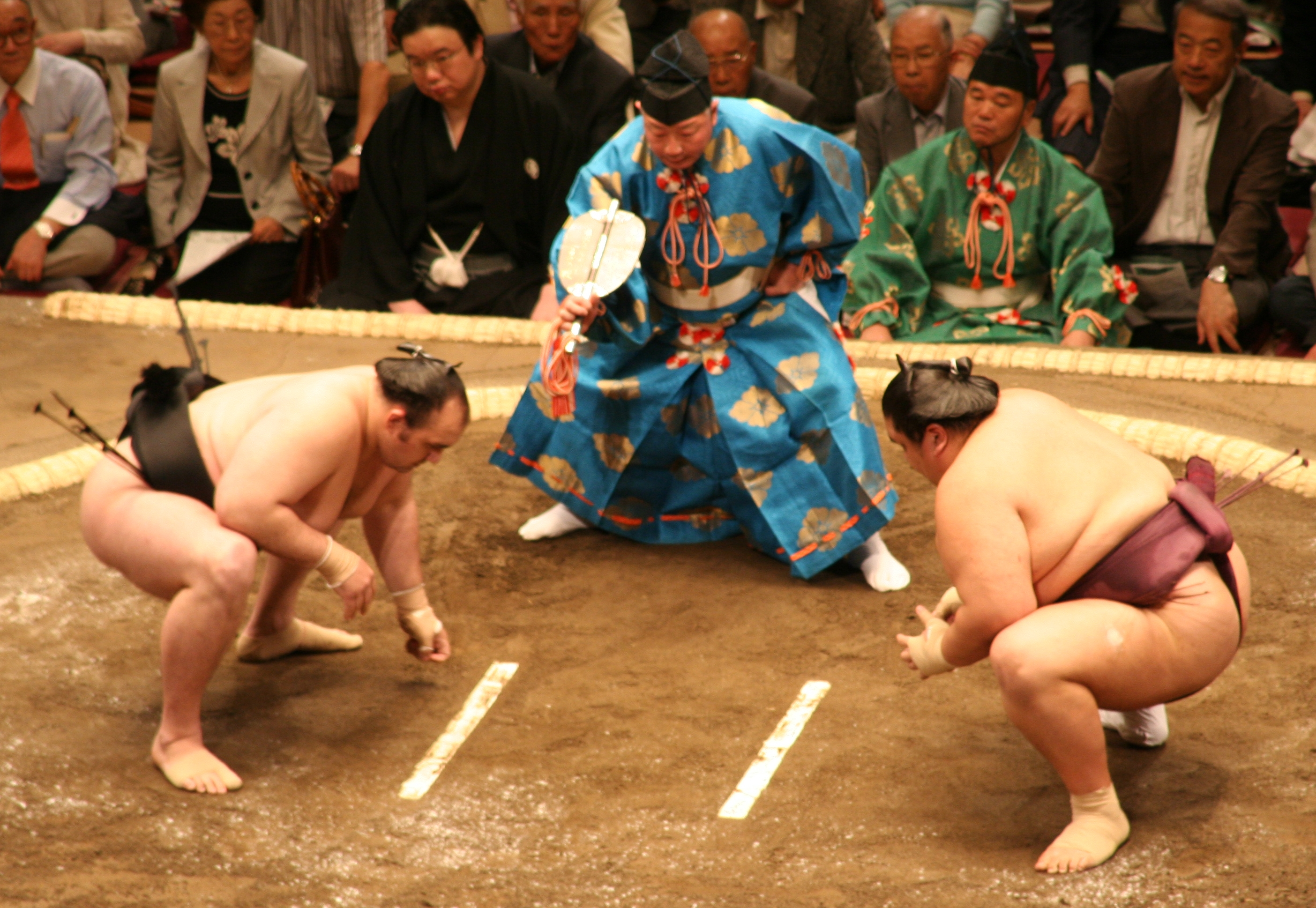
Szumóversenyzők és a döntőbíró az összecsapás előtt

A szumómérkőzés szabályai nagyon egyszerűek. A kör alakú küzdőtéren belül két versenyző csap össze a gjódzsi (döntőbíró) jelzésére és a cél, hogy vagy kiszorítsák az ellenfelet a körből, vagy arra kényszerítsék, hogy a talpán kívül valamelyik másik testrésze is hozzáérjen a földhöz. Aki hamarabb kilép vagy hamarabb földre esik, veszít, míg a másik elkönyvelhet magának egy pontot, és megkapja a győzelemért járó pénzdíjat, illetve az adott mérkőzésre a különböző szponzorok által felajánlott nyereményeket.
A meccsek maguk rendszerint rövidek, sokszor csak néhány másodpercig tartanak. Tilos ököllel ütni, gyomrot vagy mellet megrúgni, az ellenfél haját tépni vagy szemét nyomni; ezekért azonnali leléptetés jár. A győztes személyének megállapítása és kihirdetése a gjódzsi feladata.

### A küzdelem előtt(sikiri)
A szumóban minden páros küzdelmet tradicionális, a tényleges harcot megelőző rituálék vezetnek fel. Az előző küzdelem végeztével a következő párbaj küzdelemre hívással kezdődik, a jobidasi (segítő) a soron következő két birkózót a nevükön szólítja. Ekkor mindkét rikisi fellép a dohjóra, és megkezdi a rituálék végrehajtását. Először saját oldalukon (kelet vagy nyugat) a megszentelt körön belülre lépnek, egymással szembeállnak, meghajolnak, majd elindulnak a számukra kijelölt sarkok felé, ez mindig a négyzetes dohjó azonos oldalán helyezkedik el, az egyik sarok délkelet, a másik délnyugat felé néz.
Az első rituálé, amit végrehajtanak a küzdők, a siko. Ekkor mindketten a körön belül, de annak hátat fordítva leguggolnak, erőteljesen tapsolnak egyet. Innen felemelkedve a jobb lábukat minél magasabbra emelve dobbantanak a kör szélét alkotó szalmafonaton. Ezt a mozdulatsort bal lábbal is megismétlik. Ekkor elhagyják a kört és kimossák szájukat egy kanálnyival az "erőt adó vízből" (csikara-mizu), majd megtörlik egy papírtörlővel (csikara-gami). A kanál vizet és a papírt vagy olyan rikisinek kell átadnia, aki győztes volt a saját küzdelmében azon az oldalon előzőleg, vagy ha vesztes volt, akkor a következő küzdelem adott oldali birkózója adja át. Mindeközben a gjódzsi különlegesen magas hangon újra bejelenti a két rikisit. Amint végeztek a tisztító rituáléval, a birkózók újból belépnek a körbe pontosan keleti és nyugati irányból, leguggolnak egymással szemben szélesre nyitott térdekkel (szonkjo), majd egy erőteljes tapsot követően mindkét kezüket vízszintesbe emelve, nyitott tenyérrel megmutatják egymásnak, hogy nem rejtegetnek fegyvert maguknál. Ezzel jelzik, hogy készen állnak a nyílt, igazságos küzdelemre. Ezt követően felállnak és visszatérnek a saját sarkukhoz. Eközben a jobidasik körbehordozzák a ring szélén lépkedve a szponzori zászlókat (kensó), ezek reprezentálják a szponzori pénzdíjakat, melyek az adott küzdelem győztesét illetik majd. A rikisik eközben felvesznek egy marék sót az erre a célra odakészített dobozból és egyszerre belépnek a ringbe, a sót a dohjóra szórva. Ez a rituálé elsősorban a küzdőtér gonosz szellemektől való megtisztítását szolgálja (mint ahogy a lábdobbantások is). Ezt követően a birkózók már közvetlenül a kezdővonalukhoz (sikiri-szen) állnak és végrehajtanak egy újabb sikót, ezúttal egymással szembehelyezkedve. Majd felállva immár küzdőpozíciót vesznek fel: terpesz, talpak teljes felületen érintkeznek a dohjóval, guggolás, majd mindkét ököl érinti a talajt a kezdővonal mögött, viszont ekkor még nem kezdődik el a küzdelem. A rituálék egy részét még kétszer megismétlik (ringbe belépés, sószórás, leguggolás egymással szemben, küzdőpozíció felvétele), ezek során a gjódzsi még nem készül a küzdelemre, ez onnan is észrevehető, hogy nem a rikisik felé fordul, hanem kelet felé. A harmadik után a gjódzsi szóban jelzi a birkózóknak, hogy elérkezett a küzdelem ideje.
Ezen rituálék a hagyománytisztelet mellett pszichológiai nyomásgyakorlásra is alkalmasak, végrehajtásuk közben a küzdőknek lehetőségük nyílik egymás felmérésére, megfélemlítésére is. Korábban nem volt időkeret, amibe a mérkőzés előtti rituáléknak bele kellett férnie, ezért ezek nagyon sokáig eltarthattak. Ma már csak négy perc áll rendelkezésre a fentiek végrehajtására.

### A mérkőzés menete
A küzdelem kezdetén mindkét birkózónak egyszerre kell támadnia (tacsi-ai) alapállásból, miután mindkét öklével egyszerre megérintette a küzdőtér felszínét. A gjódzsinak jogában áll újraindítani a küzdelmet, amennyiben ez nem egyszerre történt meg. A küzdelem végeztével a döntőbíró azonnal jelzi a győztest a harci legyezőjének (gunbai) a győztes oldal felé tartásával. 
A gjódzsi döntése mindazonáltal nem végleges és a dohjó körül elhelyezkedő shimpan azaz bírók által felülírhatók. Egyet nem értés esetén a shimpan bemegy a küzdőtér közepére tanácskozni (mono-ii). Ha egyetértésre jutottak, megváltoztathatják a döntőbíró ítéletét vagy újrajátszást (torinaosi) is elrendelhetnek. A küzdelem végén a gjódzsi bejelenti a győztes nevét és a győztes technikát (kimarite), mellyel diadalmaskodott. Ezt követően a birkózók visszatérnek a saját oldalukhoz, meghajolnak vagy bólintanak egymás felé. A vesztes hagyja el először a dohjót. A felsőbb osztályokban a győztes megkapja a szponzorok által felajánlott, borítékokban lévő pénzdíjakat (kensó-kin), ezt a gjódzsi a harci legyezőjén nyújtja át, a rikisi pedig tenyéréllel három rövid, függőleges vágást ejt a levegőbe a sintó isteneknek megköszönve ezzel a győzelmet és a nyereményeket, majd elveszi azokat a legyezőről.
Korábban előfordult, hogy ha egy jokozunát egy alacsonyabb rangú birkózó győzött le, a közönség ülőpárnákkal dobálta meg őket, ma már ez tilos.

A mérkőzés előtti rituálékhoz képest a küzdelmek nagyon rövidek, általában kevesebb, mint egy percig tartanak, sőt, a legtöbb néhány másodperc alatt véget ér. Nagyon ritkán egy-egy mérkőzés akár néhány percig is eltarthat. Amennyiben tovább tart négy percnél, a döntőbíró vagy a sinpan pihenőt (mizu-iri) rendelhet el. Ilyenkor a rikisiket szétválasztják, rövid pihenőre küldik, majd visszaállítják pontosan abba a pozícióba, amelyből szétválasztották őket, ez a döntőbíró feladata. Ha további négy perc elteltével sincs még vége a küzdelemnek, akkor a mérkőzést újrakezdik. Amennyiben ekkor sem születik eredmény, az döntetlenhez (hikivake) vezet, habár ez rendkívül ritka eset. A felső osztályban utoljára 1974 szeptemberében volt ilyenre példa.

## A professzionális szumó
A professzionális szumót a Japán Szumószövetség (日本相撲協会 Nihon Sumō Kyōkai) szervezi. A szövetség tagjai (ojakata) mindannyian korábbi birkózók, egyedül ők jogosultak újonc birkózók felkészítésére és edzésére. Minden aktív birkózó tagja egy istállónak (heja), melyet egy-egy ojakata irányít. Jelenleg 44 aktív edzőterem ad helyet 650 aktív birkózónak (2016 augusztusi adat).
Minden birkózónak van egy ringbeli neve (sikona). Ez nagyon fontos a rikisi számára, viszont nem sok beleszólása van annak kiválasztásába. Véleménye ugyan lehet a dologról, de a végső döntés az ojakata kezében van, aki figyelembe veszi a heja hagyományait, szokásait és az elnevezendő rikisivel szemben támasztott saját elvárásait. Egy jó sikona a rikisit valami erőteljes dologgal köti össze. Kapcsolódhat egy, a sintó vallás által tisztelt természeti jelenséghez, vagy egy hajdani kiváló birkózóhoz, aki az adott hejában versenyzett valamikor. Előfordul, hogy a birkózók megváltoztatják a nevüket a karrierjük során, akár többször is.
A szumóban a birkózók szigorú, hierarchikus rangsorban állnak egymáshoz képest, ezen rangsorolási rendszer kialakulása az Edo-korra tehető. A rikisiket folyamatosan előre-hátra rangsorolják az évi hat hivatalos bajnokságon (honbaso) nyújtott teljesítményük alapján. A tornák kezdete előtt két héttel egy gondosan összeállított listán (banzuke) a teljes rangsort közzéteszik. A hivatalos bajnokságokon túl rendszeres időközönként tartanak bemutatóversenyeket Japánban. Nagyjából kétévente egyszer külföldön is tartanak ilyen bemutatókat magas rangú szumóbirkózók részvételével. A bemutatóversenyek nem szolgálnak alapjául a rangsornak, abba csak a hivatalos bajnokságokon elért eredmények számítanak bele.

## A tornák
1958 óta hat nagy szumótornát (honbaso) rendeznek meg évente. Ebből hármat a Rjógoku Kokugikanban rendeznek meg Tokióban januárban, májusban és szeptemberben, egyet-egyet pedig Oszakában (március), Nagojában (július) és Fukuokában (november). Minden torna vasárnap kezdődik, és 15 napig tart. A felső két osztályban (szekitori) minden birkózó napi egy mérkőzésen versenyez, míg az alacsonyabb osztályokba tartozók összesen 7 mérkőzésen vesznek részt a torna alatt. Az osztályok részletes leírását lásd a Professzionális szumóosztályokban.

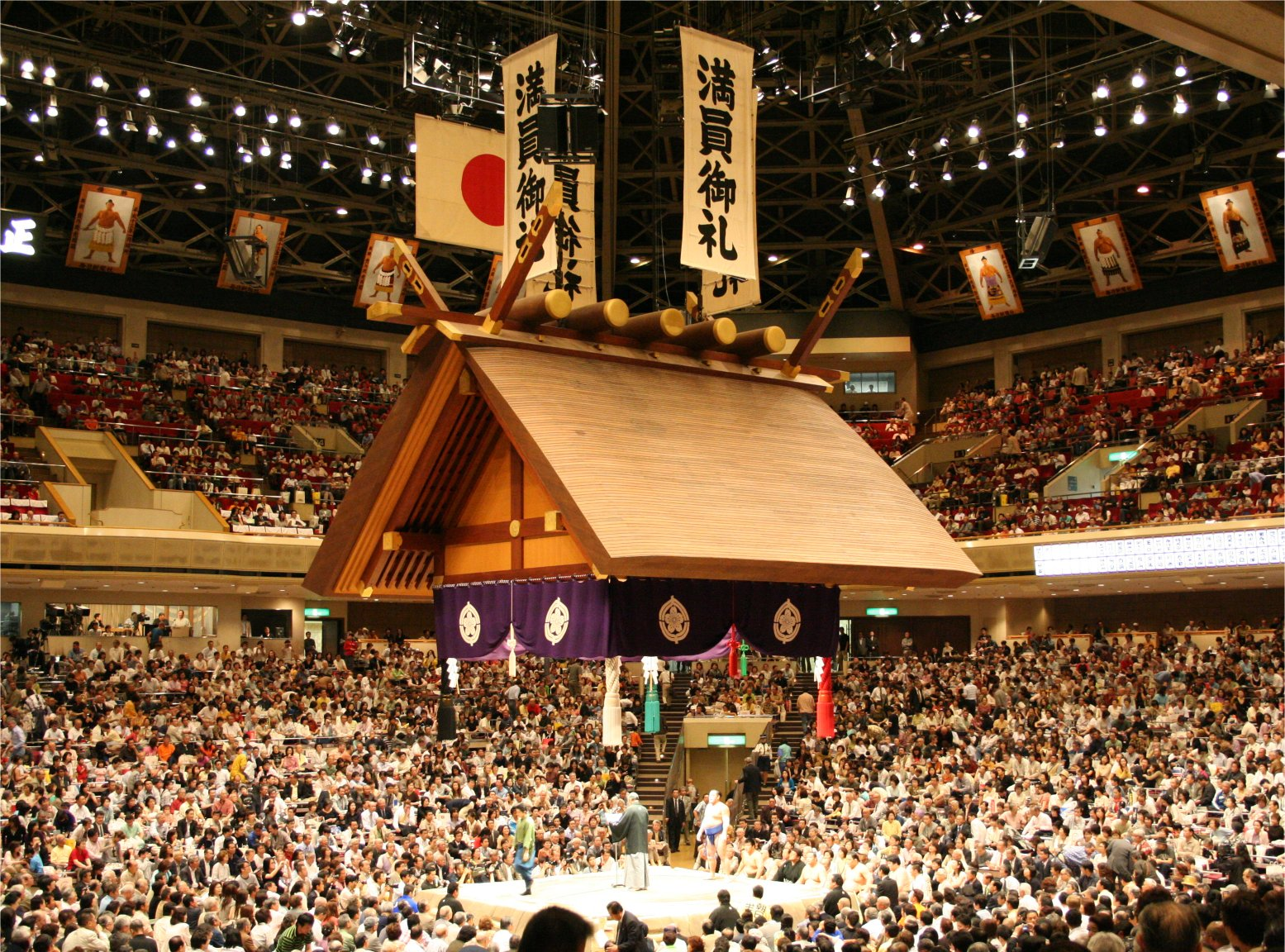
A Rjógoku szumócsarnok Tokióban a 2001. májusi tornán

A versenynapok programja előre meghatározott, mindig a legmagasabb rangú birkózók küzdenek utoljára napon belül. Reggel a dzsonokucsik kezdenek, majd este hat óra körül, zárásként jönnek a jokozunákat is érintő viadalok. A 15 nap alatt legtöbb győzelmet összegyűjtő birkózó lesz a torna bajnoka (júsó) az osztályán belül. Előfordul, hogy legjobb eredménnyel döntetlenre áll két versenyző is egy adott osztályban, ilyenkor megküzdenek egymással, majd ezen küzdelem győztese lesz a bajnok. Hármas döntetlen eredmény ritkán, de előfordul. Ilyenkor a három birkózó páronként küzd egymással, majd az első, aki két győzelmet tudott elérni, megnyeri a tornát. Léteznek bonyolultabb rendszerek is a rájátszások lebonyolítására, amennyiben négy vagy annál több versenyző is érintett a döntetlenben, de ilyen esetek általában csak az alsóbb osztályokban fordulnak elő, például a dzsonidanban.
A párosításokat egy nappal előre hirdetik ki. Ezeket rangidős bírók (a sinpanok és a gjódzsik) határozzák meg, akik mindannyian a Szumószövetség bírói bizottságának tagjai. Mivel sokkal több birkózó van az egyes osztályokban, mint ahány küzdelem egy torna alatt, ezért a birkózók csak az osztályuk egy részével fognak küzdeni, bár kisebb átfedések előfordulhatnak osztályok között is. A szanjaku rangú birkózók kivételével az első küzdelmek leginkább olyanok között fognak zajlani, akik csak néhány rangnyi távolságra vannak egymástól. Az ellenfelek kiválasztása során figyelembe veszik a birkózó korábbi teljesítményét. Például az alacsonyabb osztályokban a megegyező mérleggel rendelkező birkózók általában egymás ellen versenyeznek, az utolsó küzdelmekben pedig gyakran addig veretlen ellenfelek mérkőznek egymással, annak ellenére, hogy esetleg az osztályuk két végén helyezkednek el a rangsorban. A torna utolsó napjain a felső osztályban jellemző, hogy a kivételesen jó mérleggel rendelkező birkózók maguknál sokkal magasabb rangú ellenfelet kapnak, akár szanjaku rangúakat is. Ez különösen igaz akkor, ha még versenyben vannak a felső osztály bajnoki címéért. Ez a fajta párosítási rendszer a másik irányban is igaz, tehát magas rangú, de rossz mérleggel bíró birkózók könnyen olyan helyzetben találhatják magukat, hogy az adott osztály sokkal alacsonyabb rangú birkózóival kell megküzdeniük. A jokozuna és ózeki rangúak a torna első felében a legjobb maegasira, komuszubi és szekivake rangú birkózókkal küzdenek, míg az ezen rangúak egymással nagyjából a torna utolsó öt napján fognak küzdeni (a versenyzők számától függően). Az utolsó három küzdelem a torna végső napján hagyományosan a hat legjobb rikisi között zajlik, a legutolsó összecsapás során értelemszerűen a két legjobb birkózó néz szembe egymással (amennyiben korábbi, a tornán szerzett sérülések nem akadályozzák őket ebben).
Van néhány olyan párosítás, amelyek nem fordulhatnak elő a bajnokságokon. Ugyanabból a hejából származó két birkózó, továbbá testvérek sem küzdhetnek egymással, még akkor sem, ha egyébként külön istállótól jöttek a tornára. Egyetlen kivétel ez alól, ha döntetlen mérlegeredmény miatt bajnoki rájátszásra kerül sor a két küzdő között.
A verseny utolsó napját szensúrakunak hívják, szó szerinti fordításban „ezer ősz öröme”. Zeami Motokijo drámaíró szavai ebben a színes elnevezésben fejezik ki a torna fénypontját, a bajnoki összecsapásokat megelőző izgalmat és a bajnok győzelmi ünnepét. A Császári Kupát a legfelső, makuucsi osztály bajnoka kapja, ő ezzel együtt egyéb (főleg szponzori) díjakat is átvesz, ami alatt többnyire gazdagon díszített kupákat, tálakat és szobrokat kell érteni. Egyéb esetekben kimondottan kereskedelmi reklámértékű ajándékok is szerepelhetnek, volt már példa óriás coca-colás üvegre is.
A birkózók következő versenyre vonatkozó előre- illetve visszasorolása a torna 15 napja alatt nyújtott teljesítményük alapján történik. A legfelső osztályban a kacsi-kosi 8-7, vagy annál jobb pontszámot, míg a make-kosi 7-8 vagy annál rosszabbat jelent (győzelem-vereség felosztásban). A kacsi-kosit elérő versenyző teljesítménye majdnem minden esetben előléptetést ér, minél jobb a mérlege, annál nagyobbat. Azok a legfelső osztályban versenyző birkózók, akik nem jokozunák vagy ózekik és kacsi-kosit érnek el, jogosultak lehetnek különdíjakra. Ezek a különdíjak a "technika", "küzdőszellem" és a legtöbb jokozuna vagy ózeki rangú ellenfél legyőzéséért járó "kiemelkedő teljesítmény" lehetnek.

## Magyar vonatkozások

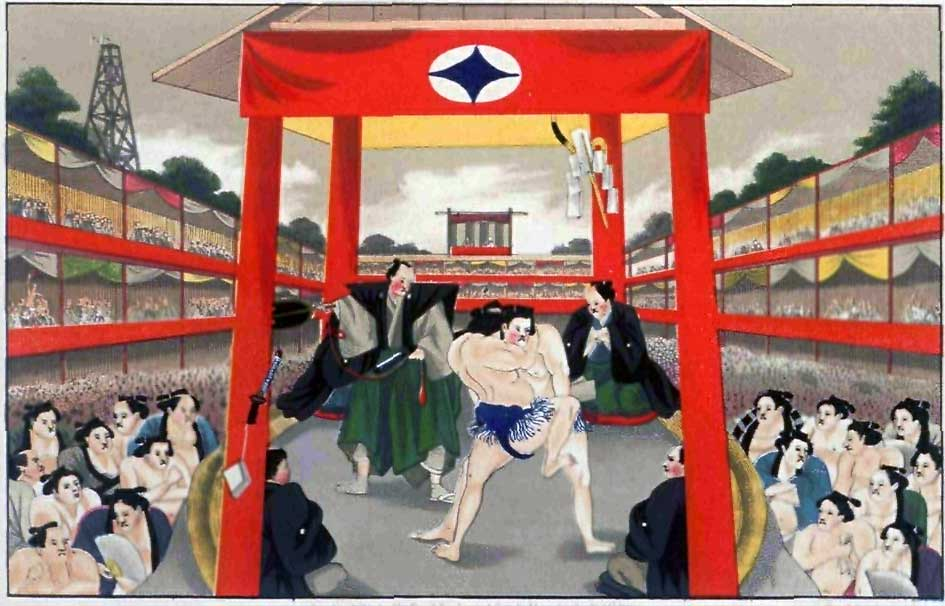
Szumóbirkózás az edói (tokiói) Nagy Amfiteátrumban (egy 1867-ben megjelent kiadványból)

A szumó Magyarországon - sumo néven - 1997 óta van jelen. A versenyeket a Magyar Sumo Szakszövetség szervezi, a tagszervezeteivel s a hozzájuk tartozó klubokkal együtt. Minden évben 5-6 versenyt tartanak, s minden korosztálynak van magyar bajnoksága vagy válogató versenye. A magyar szumónak van nehézsúlyú világbajnoka és számtalan érme a világversenyekről. Bárdosi Sándor a szumó világbajnoki bronzérmese és Európa-bajnoka.